# Malcom Braida
Malcom Nahuel Braida (Colonia Caroya, 17 maggio 1997) è un calciatore argentino, difensore del Boca Juniors.

## Caratteristiche tecniche
È un terzino sinistro.

## Carriera
Cresciuto nel settore giovanile dell'Instituto (C), debutta in prima squadra il 16 luglio 2017 in occasione dell'incontro di Primera B Nacional vinto 1-0 contro il Nueva Chicago. Nel 2020 viene acquistato in prestito dall'Aldosivi.

## Statistiche

### Presenze e reti nei club
Statistiche aggiornate al 26 aprile 2025.
| Stagione             | Squadra              | Campionato           | Campionato | Campionato | Coppe nazionali | Coppe nazionali | Coppe nazionali | Coppe continentali | Coppe continentali | Coppe continentali | Altre coppe | Altre coppe | Altre coppe | Totale | Totale |
| Stagione             | Squadra              | Comp                 | Pres       | Reti       | Comp            | Pres            | Reti            | Comp               | Pres               | Reti               | Comp        | Pres        | Reti        | Pres   | Reti   |
| -------------------- | -------------------- | -------------------- | ---------- | ---------- | --------------- | --------------- | --------------- | ------------------ | ------------------ | ------------------ | ----------- | ----------- | ----------- | ------ | ------ |
| 2016-2017            | Instituto (C)        | PBN                  | 1          | 0          | CA              | 0               | 0               | -                  | -                  | -                  | -           | -           | -           | 1      | 0      |
| 2017-2018            | Instituto (C)        | PBN                  | 10         | 2          | -               | -               | -               | -                  | -                  | -                  | -           | -           | -           | 10     | 2      |
| 2018-2019            | Instituto (C)        | PBN                  | 23         | 0          | -               | -               | -               | -                  | -                  | -                  | -           | -           | -           | 23     | 0      |
| 2019-2020            | Instituto (C)        | PBN                  | 21         | 0          | CA              | 1               | 0               | -                  | -                  | -                  | -           | -           | -           | 22     | 0      |
| Totale Instituto (C) | Totale Instituto (C) | Totale Instituto (C) | 55         | 2          |                 | 1               | 0               |                    | -                  | -                  |             | -           | -           | 56     | 2      |
| sep.-dic. 2020       | Aldosivi             | PD                   | 0          | 0          | CA+CdL          | 0+5             | 0+1             | -                  | -                  | -                  | -           | -           | -           | 5      | 1      |
| 2021                 | Aldosivi             | PD                   | 23         | 2          | CA+CdL          | 0+13            | 0+2             | -                  | -                  | -                  | -           | -           | -           | 36     | 4      |
| Totale Aldosivi      | Totale Aldosivi      | Totale Aldosivi      | 23         | 2          |                 | 18              | 3               |                    | -                  | -                  |             | -           | -           | 41     | 5      |
| 2022                 | San Lorenzo          | PD                   | 17         | 3          | CA+CdL          | 1+11            | 0               | -                  | -                  | -                  | -           | -           | -           | 29     | 3      |
| 2023                 | San Lorenzo          | PD                   | 25         | 1          | CA+CdL          | 5+14            | 0               | CS                 | 10                 | 1                  | -           | -           | -           | 54     | 2      |
| 2024                 | San Lorenzo          | PD                   | 13         | 0          | CA+CdL          | 3+13            | 0               | CL                 | 6                  | 0                  | -           | -           | -           | 35     | 0      |
| 2025                 | San Lorenzo          | PD                   | 15         | 2          | CA              | 1               | 0               | -                  | -                  | -                  | -           | -           | -           | 16     | 2      |
| Totale San Lorenzo   | Totale San Lorenzo   | Totale San Lorenzo   | 70         | 6          |                 | 48              | 0               |                    | 16                 | 1                  |             | -           | -           | 134    | 7      |
| Totale carriera      | Totale carriera      | Totale carriera      | 148        | 10         |                 | 67              | 3               |                    | 16                 | 1                  |             | -           | -           | 231    | 14     |